# VV Westerwolde
VV Westerwolde is een amateurvoetbalvereniging uit Vlagtwedde, provincie Groningen, Nederland, opgericht op 5 augustus 1955 als gevolg van de fusie tussen de voetbalverenigingen S.V.B. uit Bourtange en V.S.V. uit Vlagtwedde.
Het standaardelftal speelt in het seizoen 2021/2022 in de Derde klasse zondag van het KNVB-district Noord.

## Accommodatie
De vereniging beschikte vroeger over twee sportparken:
- Sportpark de Barlage, gelegen binnen de dorpsgrenzen van het dorp Vlagtwedde. Het beschikte hier over twee velden, waarvan één kunstgrasveld.
- Sportpark Boekelo, binnen de dorpsgrenzen van het vestingdorp Bourtange. Het beschikte hier over twee velden.
Tegenwoordig is de vereniging enkel nog actief op "Sportpark de Barlage". In het najaar van 2010 besloot de gemeenteraad van de toenmalige gemeente Vlagtwedde dat op dit sportpark een kunstgrasveld moest worden aangelegd vanwege de overbelasting van het trainingsveld. Na het seizoen 2010/11 werd begonnen met de aanleg. Verder werd de kantine volledig verbouwd en vergroot. Daarnaast werden de vier oude kleedkamers opgeknapt en werden er twee nieuwe kleedkamers gerealiseerd. Ook de parkeerplaats werd verhard en voorzien van verlichting.

## 60 jaar v.v. Westerwolde
Tijdens het jubileumjaar (2015) van Westerwolde kon de vereniging twee kampioenschappen van seniorenelftallen vieren. Zowel het eerste zondagelftal als het tweede zaterdagelftal werden kampioen in hun klasse. Dit leverde voor beide teams directe promotie op naar de respectievelijk Vierde klasse en vijfde klasse reserve.

## Standaardelftallen

### Zaterdag
Het eerste elftal in de zaterdagafdeling van het voetbal speelde in het seizoen 2013/14 voor het laatst standaardvoetbal, het speelde dat seizoen in de Vijfde klasse.

#### Competitieresultaten 1969–2014
| 4 2A |

| 4 2C |

|  |

| 2 1A |

| 1 1A |

| 2 1A |

| 2 1A |

|  |

| 7 1A |

|  |

|  |

| 8 1A |

| 6 1A |

| 5 1A |

| 11 1A |

| 11 1A |

| 3 1A |

|  |

|  |

|  |

|  |

| 11 2B |

|  |

| 8 2B |

| 12 2B |

| 11 2B |

| 2 3A |

|  |

| 8 6A |

| 10 6E |

| 11 6A |

|  |

| 8 6D |

| 4 6D |

| 7 6D |

| 12 6D |

| 10 6F |

| 8 6F |

| 4 6E |

| 5 6E |

| 7 6E |

| 12 6E |

| 12 5D |

| 10 5D |

| 8 5F |

| 12 5F |

| Vijfde klasse | Eerste klasse GVB | Zesde klasse | Tweede klasse GVB | Derde klasse GVB |

### Zondag
Het standaardelftal speelt in het seizoen 2017/18 voor het derde opeenvolgende seizoen in de Vierde klasse zondag van het KNVB-district Noord. Het bereikte deze klasse na een verblijf van achttien seizoenen op lager niveau in de Vijfde- (15) of Zesde klasse (3) weer middels het klassekampioenschap in 5E in het seizoen 2014/15 door voor onder meer VV Sellingen, VV BNC, VV Wedde en VV Bareveld te eindigen.

### Promotie 2019
In het seizoen 2018/19 werd in de laatste wedstrijd van het seizoen middels een ruime 5-2 overwinning op VV Bareveld deelname aan de nacompetitie voor promotie afgedwongen. Na vijf wedstrijden werd uiteindelijk op 19 juni 2019 promotie afgedwongen. Tegen SC Bolsward werden, na een 1-1 eindstand en verlenging, de strafschoppen beter benut. Zodoende speelt VV Westerwolde voor het eerst sinds het seizoen 1992/93 weer in de derde klasse.

#### Competitieresultaten 1963–2018
| 7 4G |

| 8 4G |

| 2 4G |

| 3 4G |

| 4 4G |

| 6 4G |

| 8 4G |

| 4 4G |

| 10 4G |

| 9 4G |

| 4 4G |

| 8 4G |

| 7 4G |

| 11 4G |

| 4 1B |

|  |

|  |

| 5 1B |

| 6 1B |

| 4 1B |

| 5 1B |

| 4 1B |

| 4 1B |

|  |

| 12 4G |

|  |

|  |

| 2 1B |

| 1 4G |

| 12 3D |

| 7 4G |

| 11 4G |

| 8 4G |

| 11 4G |

| 12 4B |

| 2 5F |

| 11 5E |

| 1 6D |

| 12 5E |

| 2 6D |

| 8 5E |

| 6 5E |

| 3 5E |

| 7 5E |

| 9 5E |

| 7 5E |

| 11 5E |

| 7 6D |

| 9 5G |

| 4 5F |

| 12 5G |

| 6 5F |

| 1 5E |

| 5 4C |

| 10 4C |

| 4 4C |

| 3 4D |

| 10 3C |

| 4 3C |

| 9 3C |

|  |

| Derde klasse | Vierde klasse | Vijfde klasse | Eerste klasse GVB | Zesde klasse |

In elke staaf van de grafiek staat van boven naar beneden vermeld: 
- Eindnotering

Dit is de positie die de club heeft bereikt in de competitie, zonder eventuele beslissings-, play-off- of nacompetitiewedstrijden die nodig zijn geweest om bijvoorbeeld de kampioen van de competitie te bepalen.
Indien een * achter het getal staat is de notering een tussenstand en kan het zijn dat de notering niet overeenkomt met de uiteindelijke eindstand van de competitie.
Staat er een - dan is het seizoen nog bezig en is er geen definitieve uitslag bekend.
Staat er xx op de positie van de notering, dan heeft de club vroegtijdig de competitie verlaten. Dit kan onder andere komen door terugtrekking van het team, faillissement van de club of door een uitgedeelde straf van de KNVB. In veel gevallen staat elders in het artikel de reden vermeld.
Staat er een ? dan is het resultaat uit het verleden onbekend, en is alleen de competitie of het niveau bekend van dat seizoen.
In de seizoenen 2019/20 en 2020/21 werd wegens de coronacrisis het amateurvoetbal afgebroken. Daardoor kennen deze staven geen eindklassering (middels -- weergegeven).
- Competitieniveau en afdelingsletter of Officiële eindstand Eredivisie
  - Competitieniveau en afdelingsletter

Hierbij geeft het getal het niveau weer, dat ook terug te vinden is in de legenda. De letter is de afdelingsaanduiding en wordt gebruikt wanneer er meer afdelingen zijn op hetzelfde niveau. De afdelingsletter is altijd een hoofdletter en wordt meestal zonder nummer gebruikt.
Voorbeeld: 2F is niveau 2e klasse competitie F.
Het competitieniveau en nummer wordt niet vermeld wanneer er slechts één competitie van dit niveau was.
  - Officiële eindstand Eredivisie (getal staat tussen haakjes vermeld)

Sinds de introductie van play-offwedstrijden voor Europees voetbal na afloop van de reguliere competitie in 2005/06, is de KNVB verplicht een eindstand van de Eredivisie door te geven aan de UEFA aan de hand van deze play-offwedstrijden.
Bij deze eindstand staan clubs die zich hebben gekwalificeerd voor Europees voetbal hoger dan clubs die zich niet wisten te kwalificeren. Indien er geen verschil was tussen de eindnotering en de officiële eindstand, staat dit getal niet vermeld.

- Onderafdeling

Hier staat afgekort de naam van de onderafdeling indien de club in dat jaar in een onderafdeling uitkwam. Tevens staat deze afkorting in de legenda en wordt gelinkt naar het artikel over deze onderafdeling. Deze afkorting wordt alleen vermeld wanneer de club in het verleden in verschillende onderafdelingen heeft gespeeld. Deze vermelding is in de staaf altijd in kleine letters. Deze onderafdelingen zijn na het seizoen 1995/96 afgeschaft. Heeft de club in slechts één onderafdeling gespeeld, dan is dit alleen terug te vinden in de legenda.
Onder de staaf staat het jaartal vermeld waarin het seizoen is afgesloten. 15 verwijst naar het seizoen 2014/15 of eventueel het seizoen 1914/15.
Wanneer een staaf leeg is, zijn deze gegevens niet bekend. Het kan ook zijn dat de club dat seizoen niet heeft meegespeeld op het hogere amateurniveau, vroegtijdig de competitie heeft verlaten of uit de competitie is gezet.

In het seizoen 1944/45 was er wegens de Tweede Wereldoorlog geen regulier competitievoetbal.
FC Ter Apel '96 · VV ASVB · VV Bellingwolde · JVV · VV Sellingen · VV Veelerveen · VV Wedde · VV Westerwolde